# Nikolai Leskov
Nikolai Semiónovitx Leskov (Николай Семёнович Лесков, (16 de febrer de 1831 — 5 de març de 1895) fou un periodista rus, novel·lista i escriptor de contes, que també escrigué sota el pseudònim M. Stebnitski.
Nascut a Gorokhovo, Oriol, començava la seva educació al Liceu Oriol. La mort del seu pare i la subsegüent pèrdua de la seva propietat heretada en un foc de 1846 forçaren el jove Nikolai a suspendre els seus estudis a l'edat de 15 anys. Leskov serví dos anys com a administratiu al tribunal penal d'Oriol i llavors fou transferit a Kíev com a auxiliar administratiu en l'oficina de reclutament de l'exèrcit. Allà visqué a la casa del seu oncle, que era un professor de medicina. Llegia àmpliament en els camps de filosofia i economia, estudiava polonès i ucraïnès, i s'uní als cercles de pensament liberal de la vella ciutat.
El 1853 es casà amb Olga Smirnova; tingueren un fill i una filla. Entre els anys 1857 i 1860 treballà en gestió immobiliària per a una empresa anglesa i viatjà a regions remotes de Rússia. Més tard, Leskov consideraria aquests anys com a crucials per al seu desenvolupament com a escriptor. Després de mudar-se a Moscou, se separà de la seva muller i començà a publicar articles en revistes. La seva carrera literària s'inicià en 1861 quan va començar a treballar per a un diari a Sant Petersburg. El seu primer treball de prosa Pogassee Delo, fou publicat l'any següent, i la seva primera novel·la, Nekuda, el 1864.
Innovador en l'ús del llenguatge, els seus treballs principals inclouen El nòmada encantat (1873), Lady Macbeth de Mtsensk (1865) (que fou més tard convertit en una òpera) per Xostakóvitx, El conte sobre l'esquerrà guenyo de Tula i la puça d'acer (1881), i la novel·la El Clergat de Catedral (1872).
Com a escriptor i periodista en el turbulent 1860, ràpidament es guanyà la reputació de ser anti-nihilista. Alhora no era clarament un conservador, i aquesta negativa aparent a prendre partit li provocava dificultats econòmiques, pel fet que podria trobar pocs diaris disposats a publicar els seus treballs. Leskov va treballar en el Comitè Erudit del Ministeri d'Educació des de 1874. Se l'acomiadava el 1883 a causa dels seus punts de vista massa liberals. Després d'una crisi religiosa a mitjans de 1870, publicà unes quantes històries que qüestionaven el cristianisme ortodox.
Durant els últims anys de la dècada de 1880, la crítica creixent de Leskov a les doctrines de l'església començava a provocar l'atenció de censors. Sota la influència de Lev Tolstoi escrigué diverses històries que tractaven d'antigues llegendes de l'església antiga. Durant els seus darrers anys, Leskov patí d'angina de pit i càncer de pit. Morí el 5 de març de 1895, a l'edat de 64 anys, i és enterrat a la necròpolis Literatorskiye Mostki al Cementiri de Volkovo, Sant Petersburg.
Els seus treballs, recopilats, foren publicats per primer cop entre 1902-03. Després de la Revolució el seu treball es veia amb sospites, encara que Maksim Gorki anteriorment l'havia defensat.
Anton Txékhov considerava Leskov en alguns aspectes el seu professor. Durant dècades Leskov no tingué aprovació oficial, en part a causa dels seus temes religiosos. Durant els anys 1940, van aparèixer dos reculls monogràfics erudits sobre les seves obres. Amb la publicació dels seus treballs recollits durant els anys 1950 i impressions noves i traduccions de les seves històries, Leskov s'ha assegurat la seva posició entre els escriptors clàssics russos essencials del segle xix.

## Bibliografia seleccionada

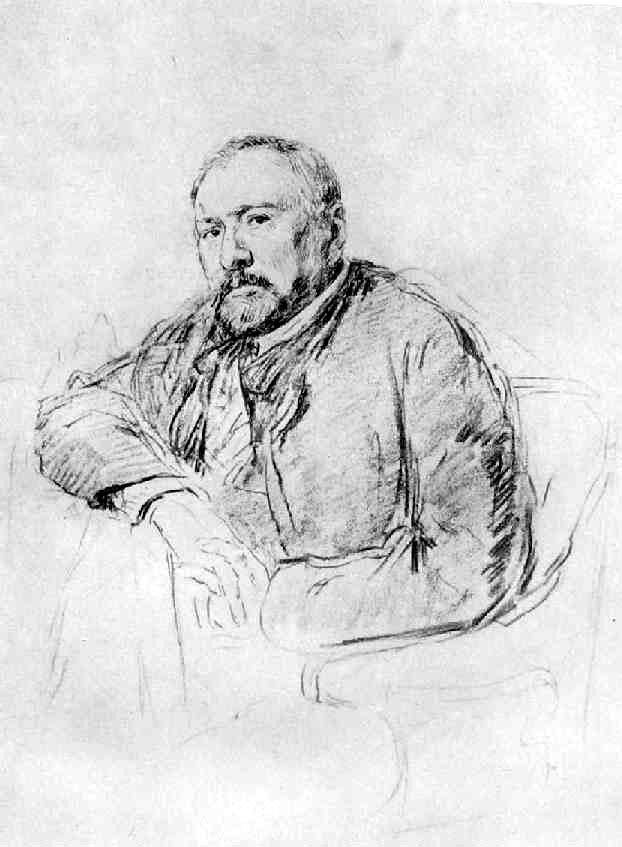
Nikolai Semionóvitx Leskov per Ilya Repin, 1888-89